# 3G busz (Tatabánya)
A tatabányai 3G jelzésű autóbusz a Kertváros, végállomás és a Bányász körtér között közlekedik. A vonalat a T-Busz Tatabányai Közlekedési Kft. üzemelteti.

## Története
A buszvonalat 2018. január 2-án indította el Tatabánya új közlekedési társasága, a T-Busz Kft.

## Útvonala
| Bányász körtér felé | Kertváros, végállomás felé |
| --- | --- |
| Kertváros, végállomás – Építők útja – Hadsereg utca – Szent György utca – Kertvárosi lakótelep, forduló – Szent György utca – Hadsereg utca – Gerecse utca – Lapatári utca – Rákóczi Ferenc út – Huba vezér utca – Komáromi utca – Fő tér – Mártírok útja – Táncsics Mihály út – Kormos út – Népház utca – Vértanúk tere – Népház utca – Semmelweis utca – dr. Mohi Rezső utca – Mikoviny Sámuel utca – Vigadó út – Rózsa utca – Gyöngyvirág sor – dr. Mohi Rezső utca – Bányász körtér | Bányász körtér – dr. Mohi Rezső utca – Gyöngyvirág sor – Rózsa utca – Vigadó út – Mikoviny Sámuel utca – dr. Mohi Rezső utca – Semmelweis utca – Népház utca – Vértanúk tere – Népház utca – Kormos út – Táncsics Mihály út – Mártírok útja – Fő tér – Komáromi utca – Töhötöm vezér utca – Győri út – Rákóczi Ferenc út – Lapatári utca – Gerecse utca – Hadsereg utca – Szent György utca – Kertvárosi lakótelep, forduló – Szent György utca – Hadsereg utca – Építők útja – Kertváros, végállomás |

## Megállóhelyei
| 0  | Kertváros, végállomás végállomás | 32 | 3, 3A, 3L, 4, 4E, 8, 8L, 8S, 9, 9D, 10, 18, 38, 38G, 52, 53, 53B, 54                                  |
| 1  | Kölcsey Ferenc utca              | 31 | 3, 3A, 3L, 4, 4E, 8, 8L, 8S, 9, 9D, 10, 18, 38, 38G, 52, 53, 53B, 54                                  |
| 2  | Bányász Művelődési Ház           | 30 | 3, 3A, 3L, 4, 4E, 8, 8L, 8S, 9, 9D, 10, 18, 38, 38G, 52, 53, 53B, 54                                  |
| 3  | Gerecse utca                     | 29 | 3, 3A, 3L, 4, 4E, 8, 8L, 8S, 9, 9D, 10, 18, 38, 38G, 52, 53, 53B, 54                                  |
| 5  | Kertvárosi lakótelep, forduló    | 27 | 3L, 8L, 10, 18, 38, 38G                                                                               |
| 6  | Kertvárosi lakótelep             | 26 | 3L, 4, 4E, 8L, 9, 9D, 10, 18, 38, 38G, 52I, 53, 53B, 53I, 54, 59B                                     |
| 7  | Szent György utca                | 25 | 3L, 8L, 38, 38G, 52I, 53I, 59B                                                                        |
| ∫  | Lapatári utca                    | 24 | 3, 3A, 3L, 8, 8L, 8S, 10, 18, 38, 38G, 52, 52I, 53, 53B, 53I, 59B                                     |
| 10 | Töhötöm vezér utca               | 21 | 2, 3, 3A, 3L, 5P, 10, 11, 15, 38, 38G, 53, 53B, 53I, 57 8400, 8401, 8462                              |
| 12 | Lehel tér                        | 20 | 2, 3, 3A, 3L, 38, 38G, 53, 53B, 53I, 57                                                               |
| 14 | Ond vezér utca                   | 18 | 2, 3, 3A, 3L, 38, 38G, 53, 53B, 53I, 57                                                               |
| 16 | Fő tér                           | 16 | 2, 3, 3A, 3L, 6, 9, 9D, 10, 16, 38, 38G, 53, 53B, 57, 59B, 59I, 70 8443                               |
| 18 | Mártírok útja                    | 14 | 2, 3, 3A, 3L, 6, 9, 9D, 10, 16, 38, 38G, 53, 53B, 57, 59B, 59I, 70 8443                               |
| 19 | Ifjúság út                       | 13 | 2, 3, 3A, 3L, 6, 9, 9D, 10, 16, 38, 38G, 52, 52I, 53, 53B, 57, 59B, 59I, 70 8443                      |
| 21 | József Attila Művelődési Ház     | 11 | 3, 3A, 3L, 10, 52, 52I, 53, 53I, 70                                                                   |
| 22 | Táncsics Mihály út               | 9  | 3, 3A, 3L, 10, 52, 52I, 53, 53I                                                                       |
| 24 | Autópálya elágazás               | 8  | 3, 3A, 3L, 10, 52, 52I, 53, 53I                                                                       |
| 25 | Hármashíd                        | 7  | 3, 3A, 3L, 8, 8L, 8S, 10, 18, 38, 38G, 53B 8406, 8410, 8421, 8422, 8423                               |
| 26 | Vértanúk tere                    | 6  | 3, 3A, 3L, 5, 5P, 8, 8L, 8S, 10, 18, 38, 38G, 53B, 59B 8406, 8410, 8421, 8422, 8423, 8435, 8437, 8471 |
| 27 | Népház                           | 5  | 3, 3A, 3L, 5, 5P, 8, 8L, 8S, 10, 18, 38, 38G, 53B, 59B                                                |
| 28 | Gőzfürdő                         | 4  | 1, 1G, 3, 3A, 3L, 4, 4E, 6, 8, 8L, 8S, 11, 16, 18, 38, 38G, 51, 51B, 53B 8435, 8436                   |
| 29 | Újtemető                         | 3  | 1, 1G, 3, 3A, 3L, 4, 4E, 6, 8, 8L, 8S, 11, 16, 18, 38, 38G, 51, 51B, 53B                              |
| 30 | Vigadó út                        | 2  | 1G, 18, 36, 38G                                                                                       |
| 32 | Bányász körtér végállomás        | 0  | 1, 3, 3A, 3L, 4, 4E, 6, 8, 8L, 8S, 11, 16, 18, 36, 38, 38G, 51, 51B, 53B 8432, 8435, 8436, 8443       |